# Clarkiella discoveryi
Clarkiella discoveryi is een zeekomkommer uit de familie Sclerodactylidae.
De wetenschappelijke naam van de soort werd in 1954 gepubliceerd door Svend Geisler Heding.